# Academy Music Group
Die Academy Music Group ist ein im Vereinigten Königreich führender Eigentümer und Betreiber von Konzerthallen. Zu ihr gehören fünfzehn Konzerthallen im gesamten Vereinigten Königreich.
Bis 2009 wurden die Veranstaltungszentren unter dem Namen Carling Academy, nach dem damaligen Sponsor Carling, benannt. Seit einer Partnerschaft zwischen der Academy Music Group und dem Mobilfunkanbieter O2. Seit dem 1. Juli 2009 werden alle elf Konzerthallen unter dem Namen O2 Academy geführt. Kunden seien, dem 22,5-Millionen-Pfund-Sterling (£)-Deal zwischen beiden Unternehmen zufolge, in der Lage bis zu zwei Tage vor den Nicht-Kunden im Vereinigten Königreich in der Lage Konzertkarten für diese Veranstaltungszentren zu kaufen. Bisher gehören 51 Prozent der Anteile an dem US-amerikanischen Konzern Live Nation.
Jede Location beherbergt zudem kleinere Bühnen für weniger bekannte Künstler.

## Veranstaltungszentren
| Ort                 | Eröffnet am        | Kapazität                                            |
| ------------------- | ------------------ | ---------------------------------------------------- |
| Birmingham          | 10. September 2009 | 3,009 (Academy I) 600 (Academy II) 250 (Academy III) |
| Bournemouth         | September 2009     | 1,800                                                |
| Bristol             | 2001               | 2,000                                                |
| Brixton             | 1929               | 4,921                                                |
| Glasgow             | 2003               | 2,500                                                |
| Glasgow             | 2005               | –                                                    |
| Islington           | 2002               | 800 (Academy I) 250 (Academy II)                     |
| Leeds               | 2008               | 2,300                                                |
| Leicester           | 2010               | 1,450 (Academy I) 500 (Academy II) 250 (Academy III) |
| Liverpool           | 2008               | 1,200 (Academy I) 500 (Academy II)                   |
| London              | 1903               | 2,000                                                |
| Manchester          | 29. August 1938    | 3,500                                                |
| Newcastle-upon-Tyne | 14. Oktober 2005   | 2,000 (Academy I) 400 (Academy II)                   |
| Oxford              | 2006               | 1,150                                                |
| Sheffield           | 2008               | 2,150 (Academy I) 500 (Academy II)                   |